# پنهان و خطرناک 2
پنهان و خطرناک 2 (به انگلیسی: Hidden & Dangerous 2) یک بازی ویدئویی تیراندازی تاکتیکی است که توسط ایلوژن سافتورکس توسعه یافته و توسط گدرینگ دولوپرز منتشر شده است. اکتبر 2003 برای مایکروسافت ویندوز منتشر شد. این قسمت دوم و دنباله مستقیم نسخه قبلی پنهان و خطرناک ۲کی چک است، دارای مفاهیم و مضامین گیم پلی مشابهی است. ایلوژن سافتورکس و کارگردان خلاق، پتر وچوزکا، محیط بازی را بر اساس عملیات سرویس هوایی ویژه بریتانیا در پشت خطوط متحدین در طول جنگ جهانی دوم مبتنی بر مخفی کاری قرار دادند.

## منبع
مشارکت‌کنندگان ویکی‌پدیا. «Hidden & Dangerous 2». در دانشنامهٔ ویکی‌پدیای انگلیسی، بازبینی‌شده در ۲۰۲۴-۰۸-۱۲.